# Polypropylen
Polypropylene là một loại polymer là sản phẩm của phản ứng trùng hợp propylen.

## Đặc tính
- Tính bền cơ học cao (bền xé và bền kéo đứt), khá cứng vững, không mềm dẻo như PE, không bị kéo giãn dài do đó được chế tạo thành sợi. Đặc biệt khả năng bị xé rách dễ dàng khi có một vết cắt hoặc một vết thủng nhỏ.
- Trong suốt, độ bóng bề mặt cao cho khả năng in ấn cao, nét in rõ.
- PP không màu không mùi,không vị, không độc. PP cháy sáng với ngọn lửa màu xanh nhạt, có dòng chảy dẻo, có mùi cháy gần giống mùi cao su.
- Chịu được nhiệt độ cao hơn 100oC. Tuy nhiên nhiệt độ hàn dán mí (thân) bao bì PP (140oC), cao so với PE - có thể gây chảy hư hỏng màng ghép cấu trúc bên ngoài, nên thường ít dùng PP làm lớp trong cùng.
- Có tính chất chống thấm O2, hơi nước, dầu mỡ và các khí khác.
- Modun đàn hồi 1.5–2 GPa
- Hệ số co rút: 1-3%
- PP có độ kết tinh khoảng 70%, không màu, bán trong. Trong quá tình gia công có thể tạo ra nhiều pha vô định hình và giúp sản phẩm trong suốt như màng BOPP.
- PP không mùi, không vị, không độc. PP có độ bóng cao, tính bám dính kém, có khả năng gia công bằng các phương pháp thường dùng cho chất dẻo
- Có tính kháng nhiệt tốt hơn PE đồng thời tính chất cách điện và tính chất hóa học cũng rất tố
- Nhiệt độ nóng chảy cao (160oC-180oC), nếu không có ngoại lực tác động thì có thể giữ được trạng thái 3 chiều ở nhiệt độ 150oC.

## Ứng dụng
Dưới đây là những ứng dụng của Polypropylene:
- PP có trọng lượng phân tử cao, được sử dụng để sản xuất các sản phẩm ống, màng, dây cách điện, kéo sợi và các sản phẩm tạo hình khác. Việc ứng dụng PP phụ thuộc vào bản chất của chúng:
  - Loại thông thường (general homo) để sản xuất các loại vật dụng thông thường.
  - Loại trùng hợp khối (block) sản xuất các vật dụng chất lượng cao, các chi tiết công nghiệp, các loại van, vỏ acquy, điện gia dụng...
  - Loại tính năng cơ tính cao (high impact) dùng để sản xuất vật dụng chất lượng cao, chi tiết công nghiệp, điện gia dụng...
  - Loại đặc biệt chuyên dùng cho chi tiết sản phẩm công nghiệp, cho tiết nhựa trong xe máy, ô tô, điện gia dụng, điện tử, hộp thực phẩm, bàn ghế và các sản phẩm có kích thước lớn khác..
  - Loại trong (nhiều pha vô định hình) dùng cho bao bì y tế, bao bì thực phẩm, xylanh tiêm, sản phẩm loại đặc biệt cho thực phẩm, không mùi và có độ bóng bề mặt cao
  - PP có độn sợi thủy tinh với khoảng 30% sợi thủy tinh vụn gia công bằng ép phun sẽ làm việc lâu dài khi có tác động của nhiệt độ và tải trọng

## Tính chất
| Tỷ trọng (g/cm³)                      | 0,9-0,91           |
| Độ bền N/mm² Kéo Uốn Nén              | 30-35 90-120 60-70 |
| Biến dạng dài tương đối %             | 500-700            |
| Độ cứng Shor                          | 90-95              |
| Độ cứng Brinel, N/mm²                 | 0,6-0,65           |
| Độ chịu lạnh thấp, 0C                 | -5oC đến -15oC     |
| Nhiệt độ nóng chảy, 0C                | 164-170            |
| Ổn định nhiệt độ theo Vik, oC         | 105-110            |
| Hằng số điện môi ở 106Hz              | 2,0-2,1            |
| Tang của góc hao tổn điện môi ở 106Hz | 0,0002-0,0003      |
| Điện thế đánh thủng, kV/mm            | 30-32              |

## Ký hiệu

Ký hiệu PP

- Trên sản phẩm sử dụng nguyên liệu chính từ PP sẽ được ký hiệu bằng số 5 được đặt trong một hình tam giác cân
- Số 5 biểu thị cho đây là loại nhựa có thể tái chế